# Riders of the Purple Sage (film 1918)
Riders of the Purple Sage è un film muto del 1918 diretto da Frank Lloyd. La sceneggiatura si basa sul romanzo Riders of the Purple Sage di Zane Grey, pubblicato in forma seriale. Lloyd ne diresse un sequel dal titolo The Rainbow Trail.
La Fox ne fece tre altri remake: il primo nel 1925, con protagonista Tom Mix; il secondo nel 1931, con George O'Brien; il terzo nel 1941, con George Montgomery.

## Trama

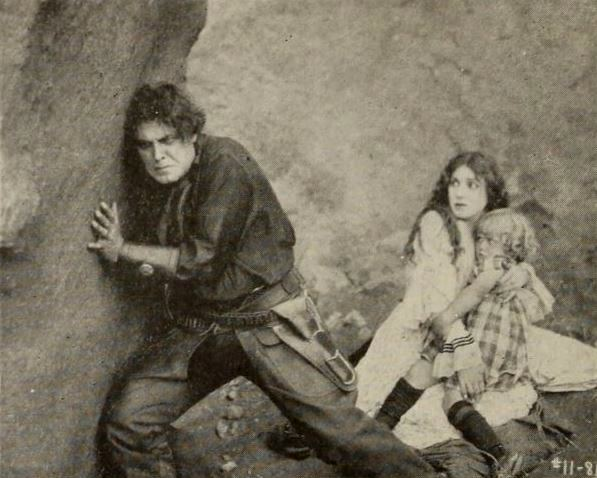
William Farnum, Mary Mersch, Nancy Caswell

Lassiter è un ranger del Texas che ha giurato di vendicarsi di Dyer, un uomo che ha spinto sua sorella ad abbandonare il marito per unirsi ai mormoni. L'ultima volta che la sorella è stata vista è stato nel ranch di Jane Withersteen, dove Lassiter si innamora della bella proprietaria. Fa anche amicizia con Venters e prende sotto la sua protezione Fay Larkin, un'orfana. Il ranger, quando viene a sapere che la sorella è morta, furioso, irrompe a una riunione dei mormoni, uccidendo Dyer. Venters, intanto, dopo essersi messo alla ricerca di una banda di ladri di bestiame che ha fatto irruzione nel ranch, cattura il capo della banda, scoprendo che è una ragazza. Nel frattempo, Lassiter, insieme a Jane e a Fay, viene inseguito dai mormoni, ma riesce a nascondersi in una valle solitaria dove incontra anche Venters insieme alla ladra pentita, che Lassiter riconosce come la figlia della sorella morta. Quando sopraggiungono i mormoni, Venters e la ragazza riescono a fuggire mentre Lassiter, facendo cadere un grosso masso, blocca l'accesso della valle dove resta chiuso insieme a Jane e a Fay.

## Produzione
Il film fu prodotto dalla Fox Film Corporation. In parte, venne girato in Arizona dove Zane Grey, famoso scrittore autore del romanzo, accompagnò la troupe.

## Distribuzione
Il copyright del film fu registrato con il numero LP12794 il 1º settembre 1918, uscendo nelle sale cinematografiche statunitensi lo stesso giorno, distribuito dalla Fox Film Corporation.
Non si conoscono copie ancora esistenti della pellicola che viene considerata presumibilmente perduta.